# Takayuki Ishikawa
Takayuki Ishikawa (石川貴之 Ishikawa Takayuki?, nac. 4 de junio de 1975), conocido comúnmente con el apodo de dj Taka, es un compositor de Bemani, más conocido como el que una vez encabezó como director de sonido de Beatmania IIDX substream todo el tiempo hasta Beatmania IIDX HAPPY SKY. Él también compuso canciones para cada Beatmania IIDX (serie) con excepción de Beatmania IIDX substream. Él ha escrito algunas de las canciones más prolíficas y famosas en toda Bemani, incluyendo algunas como: 
- Abyss: Según el personal de Dance Dance Revolution, las criaturas en los gráficos de la canción son de una tribu gentil de los fondos marinos. Sus nombres son Taro (izquierda) y Hanako (derecha).[2]
- .59: Pronunciado como 天国 (Tengoku?), que significa "Cielo".[3]
- A: Canción muy conocida en Bemani, cuyo género es Renaissance, que en francés significa "renacimiento".[4]
- V: Es una interpretación de la canción compuesta por Antonio Vivaldi El invierno, una de los cuatro conciertos de Las cuatro estaciones.[5]
- Sync: Nada en especial, sólo que en DanceDanceRevolution EXTREME se cambió el título por  sync (EXTREME version) al colocar una canción más corta y ligeramente reordenada al juego.[6]

Takayuki también fue un contribuidor regular de Pop'n music, desde Pop'n music 5. Él todavía trabaja en las series de Beatmania IIDX, actualmente como productor de sonido y ya no como director. 

## Música principal
La lista muestra las canciones que fueron creadas por el mismo autor y también con los artistas que trabajó para su elaboración:
Nota: se muestra "título de canción (artista;juego destino) - comentarios"

### beatmania
- beatmania 4thMIX
  - LOGICAL DASH (DJ TAKA;DDR Supernova/rb Groovin' Upper)

- beatmania CORE REMIX
  - e-motion -ROMANTIC STYLE- (dj TAKA)
  - GUILTY (DJ SETUP;IIDX 15 CS)

- beatmania THE FINAL
  - fellows (dj TAKA feat. sana;rb Groovin' Upper)

### beatmania IIDX
- beatmania IIDX 1st style
  - GRADIUSIC CYBER (TAKA;DDR 2ndMIX Club 2/rb Groovin' Upper)

- beatmania IIDX 2nd style
  - .59 (dj TAKA;DDR 4thMIX)
  - Get on Beat (ON)
  - I'm In Love Again (dj TAKA)
  - Second Style(Hip Hop Paradise) (dj TAKA & DAYBREAKERS)
  - SP-TRIP MACHINE (for beatmania II) (djTAKA feat. DE-SIRE)
  - PUT YOUR FAITH IN ME (for beatmania II) (dj TAKA feat. UZI-LAY)

- beatmania IIDX 3rd style
  - Don't Stop! (dj TAKA feat. JP Miles)
  - LEADING CYBER (dj TAKA;DDR 4thMIX)
  - REINCARNATION (dj TAKA)
  - Tangerine Stream (dj TAKA)
  - THE SAFARI (Lion Musashi)

- beatmania IIDX 4th style
  - ABSOLUTE (dj TAKA;DDR 5thMIX/DM 2ndMIX Append J-Paradise/rb Groovin' Upper)
  - FLOWERS for ALBION (dj TAKA)
  - GET ON BEAT(WILD STYLE) (Lion Musashi)
  - Small Waves (dj TAKA)
  - ULTRA HIGH-HEELS (dj TAKA feat. ANGEL)
  - Final Count Down (MTO CRY BABY STYLE) (dj TAKA feat. Jasmine)

- beatmania IIDX 5th style
  - Abyss (djTAKA;DDR 5thMIX)
  - sync (OutPhase;rb Groovin' UPPER)
  - V (TAKA;pop'n Party/jubeat saucer/rb Groovin' UPPER/MÚSECA 1+1/2/SOUND VOLTEX IV)
  - 天国のキッス 〜D.J.TAKA'S STYLE〜 （オセロ）

- beatmania IIDX 6th style
  - Colors (radio edit) (dj TAKA)
  - Blueberry Stream (dj TAKA)
  - Frozen Ray (Original mix) (dj TAKA)
  - NEMESIS (D.J.SETUP)
  - Summer Vacation (CU mix) (OutPhase)
  - こっちをむいてよ （vivi）

- beatmania IIDX 7th style
  - Happy Wedding (ASKA;DDR EXTREME)
  - Tomorrow Perfume (dj TAKA;DDR Supernova)
  - 革命 (dj TAKA with NAOKI;DDRMAX2) - Único ENCORE EXTRA que se lanzó en DDR y en IIDX al mismo tiempo
  - Glorious Days (Noria)
  - A (D.J.Amuro;DDR EXTREME)

- beatmania IIDX 8th style
  - memories (TAKA;pop'n 9/GF10 y DM9)
  - rainbow flyer (dj TAKA;DDR Supernova)
  - thunder (Lion Musashi)
  - Giudecca (D.J.SETUP)

- beatmania IIDX 9th style
  - e-motion 2003 -romantic extra- (dj TAKA)
  - lower world (D.J.SETUP)
  - quasar (OutPhase)
  - Silvia Drive (dj TAKA feat. Noria)
  - lights (flare)

- beatmania IIDX 10th style
  - No.13 (TAKA respect for J.S.B.;DDR Supernova)
  - One More Lovely (Risk Junk)
  - pandora (dj TAKA feat. Tomomi)
  - Baby Love (Noria)
  - JAM （TAKA with Junpei & 三上）

- beatmania IIDX 11 IIDX RED
  - earth scape (dj TAKA)
  - KEY (colors)
  - INORI (dj TAKA feat. HAL)
  - spiral galaxy (D.J.SETUP)
  - AA (D.J.Amuro;DDR Supernova)

- beatmania IIDX 12 HAPPY SKY
  - INAZUMA (dj TAKA)
  - LESSON 5 (Risk Junk feat. Erika Mochizuki)
  - rage against usual (dj TAKA feat. Gt.Shintaro)
  - 冥 (Amuro vs Killer;DDR X2)
  - Recollection （Noria、家庭用）

- beatmania IIDX 13 DistorteD
  - SAMBA DE JANEIRO （remezclado por Lion MUSASHI）
  - Melody Life (Noria;DDR X2)
  - タシカナモノ （星野奏子with The BAND）
  - 嘆きの樹 （金獅子;ミライダガッキ V2/DDR(2014)）
  - quell -the seventh slave-(dj TAKA Vs. DJ YOSHITAKA;17 Sirius)

- beatmania IIDX 14 GOLD
  - never... (Kanako Hoshino with dj TAKA)
  - snow storm (dj TAKA)
  - Candy Galy (Risk Junk-G)
  - TRANOID (T&S seq. factory)
  - GOLDEN CROSS (dj REMO-CON VS dj TAKA;17 Sirius)

- beatmania IIDX 15 DJ TROOPERS
  - Blue Rain (dj TAKA VS Ryu☆;DDR X)
  - four pieces of heaven (Lion)
  - 走馬灯 -The Last Song- (TAKA)
  - Übertreffen (TAKA respect for J.S.B.;DDR X/pop'n FEVER!)

- beatmania IIDX 16 EMPRESS
  - V2 (TAKA)
  - 天空脳番長危機十六連打 (D.J.SETUP)
  - 不沈艦CANDY (Risk Junk;ミライダガッキ V2/DDR X2)
  - Time to Empress (dj TAKA feat. wac & secret K;20 tricoro)

- beatmania IIDX 17 SIRIUS
  - DROP (dj TAKA feat. Kanako Hoshino;DDR X2)
  - Roots of My way! (浅野真澄|ナイア)
  - SPARK ! -essential RMX- (Remixed by dj TAKA VS PINK PONG)
  - G59 (怒れる金の獅子)

- beatmania IIDX 18 Resort Anthem
  - Tropical April (Risk Junk)
  - perditus†paradisus (iconoclasm)

- beatmania IIDX 19 Lincle
  - F (D.J.Amuro)
  - 天空の夜明け (Cuvelia)
  - HAERETICUS (D.J.Amuro Vs MAX MAXIMIZER;rb Limelight) - se lanzó en REFLEC BEAT y en IIDX al mismo tiempo

- beatmania IIDX 20 tricoro
  - Liberation (dj TAKA)
  - ΕΛΠΙΣ (dj TAKA)
  - Zirkfied (iconoclasm;pop'n Sunny Park/rb Colette)

- beatmania IIDX 21 SPADA
  - rainbow guitar weeps (dj TAKA)
  - Last Dance (dj TAKA)

- beatmania IIDX 22 PENDUAL
  - Broken Sword (金獅子 vs 麒麟)
  - Shooting Fireball (dj TAKA)

- beatmania IIDX 23 copula
  - Blue Spring Express (DJ Scratch & Bend)
  - Konzert V (Remo-con vs. dj TAKA) - del álbum de REMO-CON「DECADE 05-15 -The Greatest Works-」
  - Godspeed (dj TAKA xxx 猫叉Master xxx L.E.D.)
  - X (D.J.Amuro)

- beatmania IIDX 24 SINOBUZ
  - SINOBUZ Fantasy (Noria)
  - TOGAKUSHI (SETUP)
  - 津軽雪 (罠師 VS 安室)
  - Snakey Kung-fu (金獅子 vs 麒麟 feat. 獏)

- beatmania IIDX 25 CANNON BALLERS
  - AA -rebuild- (D.J.Amuro)
  - I Love You (O/ivia;DDR A20)
  - Initiation (BEMANI Sound Team "謎の勢力")

- beatmania IIDX 26 Rootage
  - HEISEI (BEMANI Sound Team "dj TAKA")
  - Drastic Dramatic (KING & Princess)

- beatmania IIDX 27 HEROIC VERSE
  - TECHNO Style Essentials (BEMANI Sound Team "SETUP from Berlin")
  - 27th style (三代目 "dj TAKA & DAYBREAKERS")

- beatmania IIDX Ultimate mobile
  - OTOKOZAKA (BEMANI Sound Team "Trance Liquid")

### Pop'n music
- pop'n music 5
  - ウルトラハイヒール 〜I JUST WANNA TELL YOU (dj TAKA feat. ANGEL)

- pop'n music 6
  - foundation of our love (dj TAKA feat. ASAKO)

- pop'n music 7
  - White Lovers (新谷さなえ;DDR EXTREME)

- pop'n music 8
  - ♥LOVE² シュガ→♥ (dj TAKA feat. のりあ;DDR EXTREME/ミライダガッキ/rb Groovin' Upper)
  - Late Riser (good-cool)

- pop'n music 9
  - White Eve (さな)

- pop'n music 10
  - Votum stellarum (iconoclasm;IIDX HAPPY SKY/NOSTALGIA forte)

- pop'n music いろは
  - Looking for... (colors)
  - Pop'n Xmas 2004 〜電子ノウタゴエ〜 (strawberry barium "s")

- pop'n music カーニバル
  - MOON (dj TAKA feat. Erika Mochizuki;DDR Supernova)
  - ランブルメドレー （cutie smashers)

- pop'n music ADVENTURE
  - Votum stellarum -forest #25 RMX- (iconoclasm)

- pop'n music PARTY♪
  - Desire (色彩乃夢 feat. Hyuga Rei)

- pop'n music THE MOVIE
  - Alicy (colors feat. Hyuga Rei)

- pop'm music せんごく列伝
  - starmine -swallowtailmix- (ピンクターボ)
  - NOBUNAGA (本能寺 尊之)

- pop'm music TUNE STREET
  - Last of "I Love You" （spinning cokes）

- pop'm music fantasia
  - 青春の扉 (TAKA & すわひでお)

### GuitarFreaks & DrumMania
- GuitarFreaks V & DrumMania V
  - going up (colors;DDR X2)

- GuitarFreaks V2 & DrumMania V2
  - しっぽのロック （板橋ギャング）

- GuitarFreaks V3 & DrumMania V3
  - Forever Free (colors feat. Luca)
  - Day's! （よしくんと星野奏子|ホッシー★）

- GuitarFreaks V4 & DrumMania V4
  - R#1 (colors)

- GuitarFreaks V5 & DrumMania V5
  - ヒコーキ (colors)

- GuitarFreaks XG2 & DrumMania XG2
  - no way... (colors)

### KEYBOARDMANIA
- KEYBOARDMANIA 3rdMIX
  - Frozen Ray (dj TAKA)

### DanceManiax
- DanceManiax 2ndMIX
  - Quickening (dj TAKA;BM the FINAL/IIDX 9th Style/DDR Supernova)

### Dance Dance Revolution
- Dance Dance Revolution EXTREME
  - Colors ～for EXTREME～ (dj TAKA)
  - Frozen Ray ～for EXTREME～ (dj TAKA)
  - sync (EXTREME version) (OutPhase)
  - V -for EXTREME- (TAKA)

- Dance Dance Revolution SuperNOVA2
  - Freeway Shuffle (dj TAKA;IIDX DJ Troppers)
  - Votum stellarum -forest #25 DDR RMX- (iconoclasm)

- Dance Dance Revolution Hottest Party 2
  - Desert Journey (dj TAKA;DDR(2013))

- Dance Dance Revolution X2
  - Decade (kors k Vs. dj TAKA)
  - someday... (杏野はるな)
  - going up (色彩乃夢、同名曲の中国語アレンジバージョン)

- Dance Dance Revolution X3 VS 2ndMIX
  - TRIP MACHINE EVOLUTION (DE-JAVU)

- Dance Dance Revolution (2013)
  - LOVE & JOY -Risk Junk MIX- (Risk Junk)

- Dance Dance Revolution A
  - Eternal Summer (北沢綾香)
  - MAX 360 (BEMANI Sound Team "[𝑥]")
  - siberite (Captain KING)
  - 朧 (dj TAKA Remix) (Remezclado por BEMANI Sound Team "dj TAKA") - Autor original: HHH×MM×ST

### ee'MALL
- ee'MALL
  - Craze for You （TAKA feat. 百太郎）
- ee'MALL 2nd avenue
  - Romance （Rockミ☆TAKA with 明星＆三上、「Rockミ☆TAKA」は「ロックスターTAKA」と読む）

### jubeat
- jubeat knit
  - Love ♡ km (dj TAKA feat. REN)
- jubeat saucer
  - True Blue (dj TAKA feat.AiMEE;IIDX Tricoro/DDR(2014)/pop'n Sunny Park/rb Colette/SOUND VOLTEX II/NOSTALGIA Op. 2/ミライダガッキ V2)
  - ZZ (D.J.Amuro;rb Colette)
- jubeat Qubell
  - Bonjour,the world!! (中島由貴 feat. dj TAKA with S-C-U meets Akhuta)
- jubeat festo
  - Glitter Cube (BEMANI Sound Team "dj TAKA")

### REFLEC BEAT
- REFLEC BEAT
  - message (dj TAKA feat. flare)
  - Broken (dj TAKA feat. Aimee)
  - Hollywood Galaxy (dj TAKA)

- REFLEC BEAT limelight
  - quaver♪ (Risk Junk)

- REFLEC BEAT colette
  - December Breeze (dj silverberg)

### SOUND VOLTEX
- SOUND VOLTEX III GRAVITY WARS
  - 極圏 (cosMo VS dj TAKA)
- SOUND VOLTEX IV HEAVENLY HAVEN
  - テレポーテーションでやってきた彼とのその後の顛末 (Vocalizado por 藍月なくる)

### Otros
- Elemental Creation (dj TAKA meets DJ YOSHITAKA) - de la academia privada Bemani
- IX (dj TAKA VS DJ TOTTO feat. 藍) - del estadio Bemani
- Idola (iconoclasm feat. Gumi) - del 5.º aniversario de Gumi
- Triple Counter (DJ YOSHITAKA meets dj TAKA) - de Natsu no Ryuusei Festa
- MAXIVCORD (BEMANI Sound Team "dj TAKA";SOUND VOLTEX IV/IIDX 25 CANNON BALLERS) - de Quiz Magic Academy Maxivcord
- Trill auf G (BEMANI Sound Team "dj TAKA") - de Touhyou Senbatsusen